# Caprini
Caprini — триба оленеподібних (Artiodactyla) ссавців з родини бикових (Bovidae).

## Роди
- - Ammotragus (1 вид)
  - Arabitragus (1 вид)
  - Budorcas (2 види)
  - Capra — козел (10 видів)
  - Capricornis — козеріг (4 види)
  - Hemitragus (1 вид)
  - Naemorhedus (6 видів)
  - Nilgiritragus (1 вид)
  - Oreamnos (1 вид)
  - Ovibos — вівцебик (1 вид)
  - Ovis — вівця (7 видів)
  - Pantholops (1 вид)
  - Pseudois (1 вид)
  - Rupicapra — козиця (2 види)